# Układ wielkości
Układ wielkości – zbiór wielkości fizycznych w równaniach danej dziedziny wiedzy. W układzie takim wyróżnia się minimalną liczbę umownie przyjętych wielkości podstawowych.
W danym układzie wielkości, opartym na wielkościach podstawowych {\displaystyle L,M,T,...X,} każdą wielkość pochodną można przedstawić w postaci wzoru wielkościowego:
{\displaystyle W=f(L,M,T,...X).}